# 唐孝威
唐孝威（1931年10月1日—），祖籍江苏太仓，出生于无锡，中国物理学家，中国科学院院士，浙江大学教授，北京大学、中国科学技术大学、同济大学等校兼职教授，研究领域包括核物理、高能物理、生物物理、核医学、脑科学、神经信息学、心理学等。他是教育家唐文治之孙，其妻吕芳则是语言学家吕叔湘之女。
唐孝威1949年自上海市南洋模范中学毕业后考入清华大学物理系。1952年毕业后，进入中国科学院近代物理研究所工作，从事核探测器研究以及π介子实验。1956年至1959年间赴苏联杜布纳联合原子核研究所（Joint Institute for Nuclear Research）从事高能物理研究。1960年回国后参加两弹工程，后前往青海核工业部九院工作，他领导的研究室在中子点火实验、核试验近区测试等方面作出了重要贡献。1966年12月的一次氢弹原理实验中，他成为现场判断和证实中国氢弹原理成功的第一人。
1970年代曾加入中国“一星”研制工作，1978年由他带领的科学实验小组赴德国汉堡电子同步加速器中心从事高能物理实验，加入丁肇中领导的马克·杰（Mark-J）探测器合作组工作。后来合作组通过实验了传递强作用力的胶子的存在。1980年他当选中国科学院数学物理学部委员（院士）。其后，他又在国内带领研究组参与欧洲核子研究中心由丁肇中领导的L3国际实验组工作。实验组最后证实了三代中微子的存在。
1980年代后，他结识了贝时璋等知名生物学家，此后他便转而进行物理学与生命科学交叉领域的研究。1994年出任攀登计划项目“核医学和放射治疗中先进技术的基础研究”的首席科学家。此后又开始从事脑科学、神经信息学、心理学等方面的研究，曾参加973计划项目“脑功能和脑重大疾病的基础研究”中“脑高级功能的机制”课题的研究，还代表中国参加过全球“人类脑计划”神经信息学工作组。
2013年6月5日，浙江大学将最高荣誉“竺可桢奖”颁给了唐孝威院士。